# Chalinolobus dwyeri
Chalinolobus dwyeri es una especie de murciélago de la familia Vespertilionidae.

## Distribución geográfica
Es endémica de  Australia, se encuentra en lugares dispersos en el este de Nueva Gales del Sur y al suroeste de Queensland.